# Boizenburg
Boizenburg là một đô thị ở huyện Ludwigslust, bang Mecklenburg-Western Pomerania, Đức. Đô thị này nằm bên hữu ngạn sông Elbe, 53 km về phía tây của Ludwigslust-Parchim (trước thuộc huyện Ludwigslust), 25 km về phía đông bắc của Lüneburg và 50 km về phía đông của Hamburg.
Boizenburg có khoảng cách vài cây số bên trong Đông Đức cũ. Ở đây có một trại tập trung của Đức Quốc xã thiết lập trong đệ nhị thế chiến, đây là một trại con của trại tập trung Neuengamme.